# Oiceoptoma thoracicum
Espèce
Oiceoptoma thoracicum, le Silphe à corselet rouge, est une espèce d'insectes de l'ordre des coléoptères, de la famille des silphidés, de la sous-famille des silphinés.

## Description
Long de 12 à 16 mm, ce silphe apte au vol a le corps ovale, les élytres carénés, de couleur noire à reflets bleutés et le pronotum (ou corselet) rouge.

## Distribution
Europe : de l'Espagne à la Scandinavie, à la Russie et à la Grèce, absent des îles méditerranéennes et de l'Irlande.

## Biologie
Actif au printemps et l'été, ce coléoptère vit essentiellement dans les bois humides sur les cadavres (qu'il peut consommer), les excréments, les champignons en décomposition où il trouve ses proies : des larves de divers insectes (dont des asticots).